# منتاب (روستا)
 منتاب  به عربی ( الُمنَتاب  )، روستایی است در شرق حجه، در عزلهٔ (جبل مسور)، در ناحیهٔ (المنتار)، از توابع استان حَجّه در کشور یمن در شبه جزیره عربستان.

## جمعیت
جمعیت آن (۲۵۶) نفر (۱۰ خانوار) می‌باشد.